# 1926
| 1926                                                                     |
| ------------------------------------------------------------------------ |
| Dødsfald - Fødsler                                                       |
| • Begivenheder • Film • Litteratur • Musik • Politik • Sport • Videnskab |

| Gregoriansk kalender | 1926 MCMXXVI            |
| Ab urbe condita      | 2679                    |
| Armensk kalender     | 1375 ԹՎ ՌՅՀԵ            |
| Kinesiske kalender   | 4622 – 4623 乙丑 – 丙寅 |
| Etiopisk kalender    | 1918 – 1919             |
| Jødisk kalender      | 5686 – 5687             |
| Hindukalendere       |                         |
| - Vikram Samvat      | 1981 – 1982             |
| - Shaka Samvat       | 1848 – 1849             |
| - Kali Yuga          | 5027 – 5028             |
| Iransk kalender      | 1304 – 1305             |
| Islamisk kalender    | 1345 – 1346             |

Konge i Danmark: Christian 10. 1912-1947
Se også 1926 (tal)

## Begivenheder

### Udateret
- 250-årsdagen for den svenske sejr i 1676 i slaget ved Lund bliver fejret med festlige orgier i den gamle lærdomsby og forhenværende danske hovedstad med militærparader og storsvenske taler i nærvær af kong Gustav V.
- Selvstyrepartiet (dansk parti) stiftes

### Januar
- 27. januar – John Baird, skotsk opfinder, demonstrerer første gang offentligt sin nye opfindelse "fjernsynet"

### Marts
- 16. marts - de danske flyvere A.P. Botved og H.R.M. Herschend flyver fra København til Tokyo, som de grundet tekniske problemer først nåede 1. juni. 23. juni nåede de hjem igen

### Maj
- 12. maj - Roald Amundsen flyver over Nordpolen med luftskibet Norge
- 23. maj - Libanon bliver en selvstændig republik

### Juni
- 20. juni - togulykken ved Borup
- 22. juni - i regionen Waldenburg, Schweitz, falder der 70mm vand på en time, der forsager store oversvømmelse[1]foto fra oversvømmelserne i Schweitz d. 22. juni 1926

### August
- 1. august – Pressens Radioavis går i luften
- 3. august - Englands første trafiklys sættes op ved Piccadilly Circus
- 6. august - Harry Houdini gennemfører sit største nummer, hvor han på 91 minutter slipper ud af en lukket tank under vand

### September
- 11. september - mislykket attentat på Benito Mussolini af den tidligere socialist Tito Zaniboni

### Oktober
- 14. oktober - børnebogen Peter Plys af A. A. Milne udgives for første gang i England

### November
- 4. november - den svenske prinsesse Astrid vies i Stockholm til kronprins Leopold, senere konge af Belgien. Hun omkommer ved en bilulykke i Schweiz i 1935

### December
- 2. december – der afholdes folketingsvalg i Danmark
- 6. december – Benito Mussolini, italiensk diktator, indfører skat på ungkarle
- 14. december – Thomas Madsen-Mygdal danner efter folketingsvalget Regeringen Madsen-Mygdal
- 25. december - Hirohito bliver kejser af Japan efter faderen Yoshihito

## Født

### Januar
- 3. januar – George Martin, engelsk pladeproducer (død 2016).
- 20. januar – Patricia Neal, amerikansk skuespillerinde (død 2010).
- 21. januar – Clive Donner, engelsk filminstruktør (død 2010).

### Februar
- 2. februar – Valéry Giscard d'Estaing, fransk politiker (død 2020).
- 7. februar – Konstantin Feoktistov, russisk kosmonaut (død 2009).
- 8. februar − Birgitte Reimer, dansk skuespillerinde (død 2021).
- 10. februar – Hazel Court, britisk skuespillerinde (død 2008).
- 11. februar – Leslie Nielsen, canadisk skuespiller (død 2010).
- 13. februar – Verner Panton, dansk arkitekt, designer og grafiker (død 1998).

### Marts
- 6. marts – Alan Greenspan, amerikansk økonom.
- 6. marts – Andrzej Wajda, polsk filminstruktør (død 2016).
- 16. marts - Jerry Lewis, amerikansk komiker (død 2017).
- 24. marts – Dario Fo, italiensk dramatiker (død 2016).
- 30. marts – Ingvar Kamprad, svensk virksomhedsleder (død 2018).

### April
- 2. april – Sir Jack Brabham, australsk racerkører (død 2014).
- 9. april – Hugh Hefner, amerikansk tidsskriftudgiver, grundlægger og ejer af Playboy (død 2017).
- 9. april – Niels Ersbøll, dansk jurist og ambassadør.
- 12. april – Knud Jespersen, dansk politiker (død 1977).
- 21. april – Elizabeth 2., britisk dronning (død 2022).
- 24. april – Thorbjörn Fälldin, svensk politiker og tidligere statsminister (død 2016).
- 26. april – Erik Mortensen, dansk modeskaber (død 1998).
- 29. april – Jacob Jensen, dansk designer (død 2015).

### Maj
- 1. maj – Henning Fonsmark, dansk forfatter, litteraturhistoriker og chefredaktør (død 2006).
- 8. maj – David Attenborough, engelsk tv-producer.
- 8. maj – Don Rickles, amerikansk skuespiller (død 2017).
- 15. maj – Lise Ringheim, dansk skuespillerinde (død 1994).
- 18. maj – Dirch Passer, dansk skuespiller (død 1980).
- 21. maj – Chrisitan Christensen ("Gentleman Chris") professionel bokser (død 2005).
- 25. maj – Inger-Lise Gaarde, dansk visesangerinde (død 1992).
- 26. maj – Miles Davis, amerikansk jazzmusiker (død 1991).
- 28. maj – Mogens Glistrup, dansk politiker og jurist (død 2008).

### Juni
- 1. juni – Henry From, dansk fodboldspiller (død 1990).
- 5. juni – Ernst Meyer, sydslesvigsk skoleleder, politiker og kulturpersonlighed (død 2008).
- 10. juni – Lionel Jeffries, britisk skuespiller (død 2010).
- 11. juni − Erhard Köster, tysk skuespiller (død 2007).
- 12. juni – Martha Christensen, dansk forfatter (død 1995).
- 16. juni – Lasse Budtz, dansk politiker og journalist (død 2006).
- 19. juni – Frank Jæger, dansk forfatter (død 1977).
- 23. juni – Sandy Saddler, amerikansk bokser og verdensmester i fjervægt og junior-letvægt (død 2001).
- 28. juni – Mel Brooks, amerikansk filminstruktør.

### Juli
- 4. juli - Alfredo di Stéfano, argentinsk-spansk fodboldspiller (død 2014).
- 7. juli – Thorkild Simonsen, dansk borgmester og indenrigsminister (død 2022).
- 9. juli - Ben Roy Mottelson, dansk-amerikansk fysiker (død 2022).
- 14. juli - Harry Dean Stanton, amerikansk skuespiller (død 2017).
- 21. juli - Norman Jewison, canadisk filminstruktør (død 2024).
- 26. juli - James Best, amerikansk skuespiller (død 2015).
- 31. juli - Hilary Putnam, amerikansk filosof og matematiker (død 2016).

### August
- 3. august - Tony Bennett, amerikansk sanger (død 2023).
- 6. august - Frank Finlay, engelsk skuespiller (død 2016).
- 11. august - Claus von Bülow, dansk kendis (død 2019).
- 13. august - Fidel Alejandro Castro Ruz, cubansk præsident (død 2016).
- 15. august - Konstantinos Stefanopoulos, græsk politiker (død 2016).
- 17. august - Jiang Zemin, kinesisk præsident (død 2022).

### September
- 19. september – Masatoshi Koshiba, japansk fysiker (død 2020).
- 21. september – Donald Arthur Glaser, amerikansk fysiker (død 2013).
- 23. september – John Coltrane, amerikansk jazzmusiker (død 1967).

### Oktober
- 2. oktober – Ingolf David, dansk skuespiller (død 1996).
- 2. oktober – Michio Suzuki, japansk matematiker (død 1998).
- 13. oktober – Ray Brown, amerikansk jazzmusiker (død 2002).
- 15. oktober – Evan Hunter, amerikansk forfatter (død 2005).
- 18. oktober – Chuck Berry, amerikansk sanger og guitarist (død 2017).
- 25. oktober – Tony Vejslev, dansk komponist, visesanger og overlærer (død 2020).
- 29. oktober – Ib Conradi, dansk skuespiller (død 1999).

### November
- 3. november – Valdas Adamkus, litauisk præsident.
- 7. november – Joan Sutherland, australsk operasangerinde (død 2010).
- 24. november – Tsung-Dao Lee, kinesisk-amerikansk fysiker (død 2024).
- 29. november – Al-Baji Qaʾid as-Sibsi, tunesisk præsident (død 2019).

### December
- 11. december – Grethe Thordahl, dansk skuespillerinde (død 2004).
- 22. december – Alcides Ghiggia, uruguayansk fodboldspiller (død 2015).
- 25. december − Flemming Woldbye, dansk kemiker og rektor for Danmarks Tekniske Universitet 1975−1977 (død 2010).
- 26. december – Gina Pellón, cubansk maler (død 2014).
- 27. december – Kjeld Rasmussen, dansk advokat og tidligere borgmester (død 2018).

## Dødsfald

### Januar
- 5. januar – Victor Bendix, dansk komponist, pianist, dirigent og professor (født 1851).
- 5. januar – Johannes Neye, dansk fabrikant og grundlægger (født 1857).
- 12. januar – Roger Henrichsen, dansk pianist og komponist (født 1876).
- 21. januar – Camillo Golgi, italiensk læge og nobelprismodtager (født 1843).

### Februar
- 8. februar - Søren Keiser-Nielsen, dansk politiker og minister (født 1856).
- 21. februar – Heike Kamerlingh Onnes, hollandsk fysiker og nobelprismodtager (født 1853).
- 26. februar – P. E. Lange-Müller, dansk komponist (født 1850).

### Marts
- 7. marts – Carl Nicolai Starcke, dansk filosof og politiker (født 1858).
- 20. marts – Louise af Sverige-Norge, dansk dronning (født 1851).
- 25. marts – Axel Thiess, dansk tegner (født 1860).
- 26. marts - Konstantin Fehrenbach, tysk kansler (født 1852).

### April
- 19. april – Viggo Pedersen, dansk maler (født 1854).
- 30. april – Ib Windfeld-Hansen, dansk ingeniør og belysningsdirektør (født 1845).
- 30. april - Christian Blangstrup, dansk redaktør (født 1857).

### Maj
- 24. maj - Axel Appel, dansk statskonsulent (født 1858).

### Juni
- 10. juni – Antoni Gaudí, catalansk arkitekt (født 1852).
- 19. juni – Oscar Bloch, dansk læge, overkirurg og forfatter (født 1847).
- 20. juni - Hedevig Winther, dansk maler og forfatter (født 1844)

### Juli
- 29. juli – Sophus Falck, dansk fabrikant og stifter af Falck (født 1864).
- 30. juli – Oscar O'Neill Oxholm, dansk overkammerherre (født 1855).

### August
- 8. august – Vilhelm Puck, dansk arkitekt (født 1844)
- 15. august - Conrad Alexander Fabritius de Tengnagel, kammerherre og stiftamtmand (født 1836)
- 23. august – Rudolph Valentino, italiensk skuespiller (født 1895)
- 23. august – Carl Aller, dansk bladudgiver (født 1845)

### September
- 15. september – Rudolf Christoph Eucken, tysk filosof og nobelprismodtager (født 1846).

### Oktober
- 5. oktober – Helge Nissen, kgl. dansk kammersanger (født 1871).
- 9. oktober – Helena Nyblom, dansk/svensk forfatter (født 1843).
- 31. oktober – Harry Houdini, ungarsk/amerikansk udbryderkonge og tryllekunstner (født 1874).

### November
- 2. november – C.F. Thomsen, dansk arkitekt og direktør (født 1855).
- 3. november – Annie Oakley, amerikansk legendarisk skarpskytte (født 1860).
- 6. november – Carl Swartz, svensk politiker og statsminister (født 1858).
- 11. november – Viggo Helsted, dansk marinemaler (født 1861).

### December
- 4. december – Frede Bojsen, dansk politiker og højskoleforstander (født 1841).
- 5. december – Claude Monet, fransk maler (født 1840).
- 17. december – Lars Magnus Ericsson, svensk opfinder og grundlægger (født 1846).
- 23. december – Peter Jerndorff, kgl. dansk skuespiller (født 1842).
- 25. december – Yoshihito, Taisho-kejseren (født 1879).
- 29. december – Rainer Maria Rilke, østrigsk forfatter (født 1875).

## Nobelprisen
- Fysik – Jean Baptiste Perrin
- Kemi – Theodor Svedberg
- Medicin – Johannes Fibiger, Danmark. (Kræftforskning.)
- Litteratur – Grazia Deledda
- Fred – Aristide Briand (Frankrig) for Locarno-traktaten og Briand-Kellogg-pagten. Gustav Stresemann (Tyskland) for Locarno-traktaten.

## Sport
- 23. september - Verdensmesteren i sværvægt, Jack Dempsey, sætter titlen på spil mod udfordreren Gene Tunney i overværelse af 120.557 tilskuere i Philadelphia. Tunney bliver overraskende ny verdensmester, da han besejrer mesteren på point.

## Musik
- 11. udgave af Højskolesangbogen.

## Bøger
- Peter Plys – A. A. Milne